# Hiroši Kijotake
Hiroši Kijotake (japonsko 清武 弘嗣), japonski nogometaš, * 12. november 1989, Oita, Japonska.
Za japonsko reprezentanco je odigral 43 uradnih tekem in dosegel 5 golov.